# Dit is Domien
Dit is Domien was een radioprogramma bij NPO 3FM voor BNN, gepresenteerd door Domien Verschuuren. Het programma werd van maandag tot en met donderdag uitgezonden tussen 18.00 en 21.00 uur (tot juni 2015 van 19.00 tot 22.00 uur). De eerste uitzending van Dit is Domien was op 6 januari 2014 en volgt daarmee MetMichiel van Michiel Veenstra op, die op zijn beurt het oude tijdslot van Verschuurens radioprogramma @Work in de ochtend overnam.
Begin 2015 verdween het dagelijkse overzicht van de Mega Top 5 uit het programma. Sindsdien behandelde Verschuuren alleen nog verzoekjes en belde verder met luisteraars die een bericht naar het radiostation hadden gestuurd. Elke donderdag van 20.30 tot 21.00 uur was het tijd voor "disco-deuntjes met Domien", waarbij hij discoliedjes van luisteraars draaide. Vanaf juli 2016 was er elke dinsdag rond 18.30 uur Dinsdag dansdag, waarin een dansplaat werd gedraaid.

## Einde Dit is Domien
De laatste Dit is Domien werd uitgezonden op 10 november 2016. Verschuuren ging de ochtendshow Domien, Jouw Ochtendshow presenteren, waarmee hij Giel Beelen vervangt. De avondshow is ingevuld door Sander Hoogendoorn, die de vaste vervanger van Verschuuren tijdens Dit is Domien was.
Het motto van het programma was: "De avond is van jou (de luisteraar)".